# Уранови прстенови
Планета Уран има систем прстенова чији је однос комплексности између проширене палете око Сатурна и једноставнијих система око Јупитера и Нептуна. Уранове прстенове су открили, 10. марта 1977, Џејмс Л. Елиот, Едвард В. Дунам, Џесика Минк. Пре више од 200 година, 1789, Вилхелм Хершел је такође објавио да је открио прстенове; неки модерни астрономи су скептични по питању тога да ли је могао да их стварно види, јер су веома мрачни и слаби.
До 1978, идентификовано је девет различитих прстенова. Два додатна прстена су откривена 1986. у сликама које је послао свемирски брод Војаџер 2, а два спољна прстена су откривена од 2003-2005 на фотографијама свемирског телескопа Хабла. У циљу повећања удаљености од планете 13 познатих прстенова су одређени са 1986U2R/ζ, 6, 5, 4, ниво α, β, η, γ, δ, λ, ε, ν и μ. Њихов опсег радијуса од око 38.000км за 1986U2R/ζ прстен до око 98,000 km за μ прстен. Додатни слаби слој прашине и непотпуни лукови могу да постоје између главних прстенова. Прстенови су изузетно тамни, Албедо веза честица прстенова не прелази 2%. Они се вероватно састоје од воденог леда уз додатак неких тамно радијационих, обрађених, органских једињења.
Већина Уранових прстенова је нетранспарентна и широка само неколико километара. Систем прстенова садржи глобално мало прашине; углавном се састоји од великих органа 0.2-20м у пречнику. Међутим, неки прстенови су оптички танка: широки и танки 1986U2R/ζ, μ и ν прстенови су направљени од малих честица прашине, док уски и танки λ прстен садржи већа тела. Релативaн недостатак прашине у систему прстенova је због отпорa ваздуха из проширенe Уранове егзосфере-короне.
Прстенови Урана се сматрају за релативно младе, не више од 600 милиона година. Уранов систем прстенова вероватно потиче из сударних фрагментација једног броја месеца који су некада постојали широм планете. Након судара, месеци су се, вероватно, распали у бројне честице, које су преживеле као уски и оптички густи прстенови само у строго ограниченим зонама максималне стабилности.
Механизам који одређује границе уских прстенова још увек није јасан. У почетку се претпостављало да је сваки узак прстен имао пар околних "месеца пастира" који су их груписали у форму. Међутим, 1986. Војаџер 2 је открио само један такав "пастир" пар (Корделија и Офелија) око најсветлијих прстенова (11 прстенова).